# Mejor Jugador del Torneo de Baloncesto de la NAIA
El Chuck Taylor Most Valuable Player Award es un galardón que se otorga al mejor jugador del Campeonato de baloncesto masculino de la NAIA. Establecido en 1939, se ha otorgado cada año a excepción de 1944.

## Lista de ganadores
| Año  | Jugador                                              | Universidad                                          |                |
| ---- | ---------------------------------------------------- | ---------------------------------------------------- | -------------- |
| 1939 | Edgar Hinshaw                                        | Southwestern (Kan.)                                  |                |
| 1940 | Mel Waits                                            | Tarkio (Mo.)                                         |                |
| 1941 | Charles Thomas                                       | Northwestern Louisiana                               |                |
| 1942 | Gus Doerner                                          | Evansville (Ind.)                                    |                |
| 1943 | Belus Smawley                                        | Appalachian State (N.C.)                             |                |
| 1944 | No hubo torneo                                       | No hubo torneo                                       | No hubo torneo |
| 1945 | Fred Lewis                                           | Eastern Kentucky                                     |                |
| 1946 | Gene Stotlar                                         | Southern Illinois                                    |                |
| 1947 | Irvin Leifer                                         | Eastern Washington                                   |                |
| 1948 | Duane Klueh                                          | Indiana State                                        |                |
| 1949 | Hal Haskins                                          | Hamline (Minn.)                                      |                |
| 1950 | Clemens "Lenny" Rzeszewski                           | Indiana State                                        |                |
| 1951 | Scotty Steagall                                      | Millikin (Ill.)                                      |                |
| 1952 | Bennie Purcell                                       | Murray State (Ky.)                                   |                |
| 1953 | Jerry Anderson                                       | Southwest Missouri                                   |                |
| 1954 | Jerry Anderson                                       | Southwest Missouri                                   |                |
| 1955 | Jim Miller                                           | East Texas State                                     |                |
| 1956 | Bill Riegel                                          | McNeese State (La.)                                  |                |
| 1957 | Jim Spivey                                           | Southeastern Oklahoma                                |                |
| 1958 | Dick Barnett                                         | Tennessee A&I                                        |                |
| 1959 | Dick Barnett                                         | Tennessee A&I                                        |                |
| 1960 | Charles Sharp                                        | Southwest Texas State                                |                |
| 1961 | Charles Hardnett                                     | Grambling                                            |                |
| 1962 | Zelmo Beaty                                          | Prairie View A&M (Texas)                             |                |
| 1963 | Lucious Jackson                                      | Pan American (Texas)                                 |                |
| 1964 | Lucious Jackson                                      | Pan American (Texas)                                 |                |
| 1965 | Kenneth Wilburn                                      | Central State (Ohio)                                 |                |
| 1966 | Al Tucker                                            | Oklahoma Baptist                                     |                |
| 1967 | Al Tucker                                            | Oklahoma Baptist                                     |                |
| 1968 | John Jamerson                                        | Fairmont State (W.Va.)                               |                |
| 1969 | Jake Ford                                            | Maryland State                                       |                |
| 1970 | Greg Hyder                                           | Eastern New Mexico University                        |                |
| 1971 | Travis Grant                                         | Kentucky State                                       |                |
| 1972 | Travis Grant                                         | Kentucky State                                       |                |
| 1973 | Lloyd Free                                           | Guilford (N.C.)                                      |                |
| 1974 | Clarence Walker                                      | West Georgia                                         |                |
| 1975 | Bayard Forrest                                       | Grand Canyon (Ariz.)                                 |                |
| 1976 | Joe Pace                                             | Coppin State (Md.)                                   |                |
| 1977 | Alonzo Bradley                                       | Texas Southern                                       |                |
| 1978 | Tom Tirzdorf                                         | Kearney State (Neb.)                                 |                |
| 1979 | Lawrence Washington                                  | Drury (Mo.)                                          |                |
| 1980 | LeRoy Jackson                                        | Cameron (Okla.)                                      |                |
| 1981 | George Torres                                        | Bethany Nazarene (Okla.)                             |                |
| 1982 | Mike Gibson                                          | South Carolina-Spartanburg                           |                |
| 1983 | Stephen Yetman                                       | Charleston (S.C.)                                    |                |
| 1984 | Terry Porter                                         | Wisconsin-Stevens Point                              |                |
| 1985 | Edgar Eason                                          | Fort Hays State (Kan.)                               |                |
| 1986 | John Kimbrell                                        | David Lipsomb (Tenn.)                                |                |
| 1987 | Tom Meier                                            | Washburn (Kan.)                                      |                |
| 1988 | Rodney Johns                                         | Grand Canyon (Ariz.)                                 |                |
| 1989 | Vernell Kemp                                         | East Central (Okla.)                                 |                |
| 1990 | Stacy Butler                                         | Birmingham-Southern (Ala.)                           |                |
| 1991 | Eric Manuel                                          | Oklahoma City                                        |                |
| 1992 | Smokey McCovery                                      | Oklahoma City                                        |                |
| 1993 | Lemar Young                                          | Hawaii Pacific                                       |                |
| 1994 | Kevin Franklin                                       | Oklahoma City                                        |                |
| 1995 | James Cason                                          | Birmingham-Southern (Ala.)                           |                |
| 1996 | Reggie Garrett                                       | Oklahoma City                                        |                |
| 1997 | James Harris                                         | Life (Ga.)                                           |                |
| 1998 | Will Carlton                                         | Georgetown (Ky.)                                     |                |
| 1999 | Corey Evans                                          | Life (Ga.)                                           |                |
| 2000 | Jimmie Hunter                                        | Life (Ga.)                                           |                |
| 2001 | Paul Little                                          | Faulkner (Ala.)                                      |                |
| 2002 | Michael Williamson                                   | Science & Arts (Okla.)                               |                |
| 2003 | Raynardo Curry                                       | Mountain State (W.Va.)                               |                |
| 2004 | Zach Moss                                            | Mountain State (W.Va.)                               |                |
| 2005 | Brandon Cole                                         | John Brown (Ark.)                                    |                |
| 2006 | Evan Patterson                                       | Texas Wesleyan                                       |                |
| 2007 | Kameron Gray                                         | Oklahoma City                                        |                |
| 2008 | Ollie Bailey                                         | Oklahoma City                                        |                |
| 2009 | Devin Uskoski                                        | Rocky Mountain (Mont.)                               |                |
| 2010 | DeJovaun Sawyer-Davis                                | Saint Francis                                        |                |
| 2011 | Trevor Setty                                         | Pikeville College (Ky.)                              |                |
| 2012 | Cameron Gliddon                                      | Concordia (Ca.)                                      |                |
| 2013 | Monty Wilson                                         | Georgetown (Ky.)                                     |                |
| 2014 | Jordan Weidner                                       | Indiana Wesleyan                                     |                |
| 2015 | Jordan Bowling                                       | Dalton State College                                 |                |
| 2016 | Devonse Reed                                         | Mid-America Christian University                     |                |
| 2017 | Dion Rogers                                          | Texas Wesleyan University                            |                |
| 2018 | LT Davis                                             | Graceland                                            |                |
| 2019 | Chris Coffey                                         | Georgetown (Ky.)                                     |                |
| 2020 | Torneo cancelado debido a la pandemia de coronavirus | Torneo cancelado debido a la pandemia de coronavirus |                |
| 2021 | James Jones                                          | Shawnee State (Ohio)                                 |                |